# Kobylica (Beskid Mały)
Kobylica (495 m) – szczyt w północnej części Beskidu Małego, w Paśmie Bliźniaków ciągnącym się od doliny Wieprzówki w Andrychowie po dolinę Skawy na wschodzie. Znajduje się w tym paśmie między szczytami Gronie (ok. 470 m) i Czuby (472 m).
Na lotniczej mapie Geoportalu pomiędzy Przełęczą Pańską i Przełęczą Biadasowską wyróżniono 3 szczyty: Gronie, Kobylica i Czuby, na mapie Compassu wszystkie te 3 szczyty obejmowane są jedną nazwą Czuby lub Kobylica, w „Ziemi Wadowickiej” nazwą Czuby lub Gronie, w przewodniku turystycznym wyróżniono Czuby i Kobylicę, na topograficznej mapie Geoportalu, środkowy, najwyższy, ma nazwę Kobylica, pozostałe są bezimienne.
Radosław Truś w przewodniku „Beskid Mały” pisał o zarastających polanach na Kobylicy ze „wspaniałymi panoramami na doliny Wieprzówki i Targaniczanki, na lotniczej mapie Geoportalu jednak Kobylica w 2024 r. jest całkowicie porośnięta lasem. Wznosi się nad miejscowościami Inwałd (po północnej stronie) i Zagórnik (obydwie w województwie małopolskim, w powiecie wadowickim, w gminie Andrychów). Grzbietem Kobylicy prowadzi szlak turystyczny.
Piesze szlaki turystyczne
 Andrychów – Pańska Góra – Czuby – Przełęcz Biadasowska – Wapienica – Przykraźń – Panienka – Susfatowa Góra – Przełęcz Kaczyńska – Narożnik – przełęcz Sosina – Czuba – Gancarz – Czoło – Przełęcz pod Gancarzem – Groń Jana Pawła II.